# Guangdong shi hu xing yi wu xi
Guangdong shi hu xing yi wu xi (angielski Ten Tigers of Kwangtung) – film akcji wydany w 1979 roku przez Shaw Brothers i wyreżyserowany przez Cheh Changa.

## Obsada
Opracowano na podstawie źródła
- Te-Lo Mai – wojownik
- Jamie Luk – Żołnierz mandżurski
- Wai Lam – "Bramkarz" w kasynie
- Feng Ku – Tsai Min Yi
- Siu-hou Chin – Lin Fu Sheng
- Lung Ti – Li Jen Chow
- Sheng Fu – Tan Ming
- Philip Kwok – Żebrak Su Chan
- Sheng Chiang – Chu Yu Sheng
- Feng Lu – Su Hei Hu
- Meng Lo – Chen Ta Tung
- Chien Sun – Wang Yin-Lin
- Li Wang – Tung Chi
- Pai Wei – Wang Chu-Ying
- Dick Wei – Wang Chin-Kei
- Lung Wei Wang – Liang Sen Kue
- Tien Hsiang Lung – Wang Chow Ming

## Film w kulturze
Holenderski producent Moongod Allah powiązany z Wu-Tang Clanem swój debiutancki album nazwał Ten Tigers of Kwantung.